# Zdravka Jordanovová
Zdravka Jordanovová (bulharsky Здравка Йорданова; * 9. prosince 1950, Sofie) je bývalá bulharská veslařka. Na Letních olympijských hrách 1976 v Montrealu získala se Svetlou Ocetovovou zlatou medaili na dvojskifu. Společně zvítězily i na MS 1978. Za tento úspěch byly Jordanovová s Ocetovovou zvoleny bulharskými sportovkyněmi roku. Kariéru ukončily na LOH 1980 v Moskvě, kde obsadily čtvrté místo.
Jordanovová vystudovala sofijskou sportovní akademii a pracovala jako sportovní žurnalistka. Působila také v Bulharském olympijském výboru, byla předsedkyní sdružení bývalých bulharských sportovců a velvyslankyní u Rady Evropy. Byl jí udělen řád Stara planina a čestné občanství Sofie.